# Panterka
Panterka (Chromileptes altivelis) – gatunek ryby okoniokształtnej z rodziny strzępielowatych (Serranidae), jedyny przedstawiciel rodzaju Chromileptes. Bywa prezentowana w dużych akwariach morskich.

## Występowanie
Zachodnia część Oceanu Spokojnego, rafy koralowe na głębokościach 2–40 m p.p.m.

## Opis
Dorasta do 70 cm długości. Rośnie bardzo wolno. Żywi się małymi rybami i skorupiakami.

## Znaczenie gospodarcze
Poławiana gospodarczo i w wędkarstwie. 